# Gregory Myers
Gregory Myers (...) è un allenatore di calcio statunitense.

## Carriera
Dal 1965 al 1966 ha allenato la rappresentativa calcistica dell'università della Virginia Occidentale. Dal 1967 al 1972 è alla guida della rappresentativa calcistica della Davis & Elkins College, istituto che lo ha inserito nel suo famedio sportivo nel 1987. Guiderà i Senators anche nel 2009 e nel 2015, anno del suo ritiro.
Dal 1972 al 1975 è è alla guida della rappresentativa calcistica della Florida International University.
Nel febbraio 1975 viene ingaggiato dai Miami Toros, franchigia della NASL. Nella stagione 1975 raggiunge con i Toros le semifinali, mentre la stagione seguente non superò la fase a gironi.
Dal 1976 al 2004 è alla guida della rappresentativa calcistica della United States Naval Academy.